# سينما أوغندية

علم أوغندا

تُشير السينما الأوغندية إلى صناعة السينما في جمهورية أوغندا في شرق وسط أفريقيا.

## تاريخها
تُعرف صناعة السينما الناشئة في أوغندا باسم أوغاوود أو أحياناً كيناوغاندا من قبل السكان المحليين. يعتبر فيلم صراع المشاعر للمخرج أشرف سيموغيريري الصادر في 2005، أول فيلم من إنتاج أوغاوود. أكد الكثيرون أن صناعة السينما المتنامية باطراد هي تقليد لهوليوود، على غرار نوليوود وبوليوود. نقلت قصة نُشرت في إحدى الصحف المحلية في أوغندا حول سبب تسمية هذه الصناعة، عن مُخرجي الأفلام كودزو إسحاق ومات بيش وأسامة موكوايا قولهم إن أوغاوود سيكون أنسب اسم لهذه الصناعة.
يذهب الجمهور إلى قاعات عرض أفلام الفيديو حيث يدبلج الرواة الذين يطلق عليهم "نكاتون الفيديو" الحوار ويضيفون تعليقاتهم الخاصة. يستأجر الزبائن أيضاً أقراص الفيديو الرقمية ويشاهدون الأفلام الروائية حصرياً على التلفزيون.
بعض الأفلام تمولها المنظمات غير الحكومية من خلال المنح الثقافية. بينما تُنتج أفلام أخرى بمعدات ذاتية وميزانيات إنتاج منخفضة. وعلى الرغم من انخفاض ميزانيات الإنتاج، فإن صناعة السينما في أوغندا مربحة للغاية. أنتجت شركة رامون للإنتاج السينمائي للمخرج إسحاق نابوانا، التي يقع مقرها في واكاليجا بالقرب من كمبالا، أكثر من 40 فيلماً من أفلام الحركة منخفضة الميزانية على مدى السنوات العشر الماضية. ومن أشهر أفلام ستديو الشركة فيلم من قتل كابتن أليكس؟ في 2010 والذي كلف إنتاجه 85 دولاراً.
تحظى هذه الصناعة أيضاً بمخرج أفلام هام ومرموق منذ 2013. هو جايانت مارو من شركة (MAHJ) للإنتاج الذي قدم درر أفلام أوغندا في شباك التذاكر مثل الطريق و(K3NT & KAT3) وفيلم (Sipi) الذي لم يُرشح فقط في العديد من المهرجانات الدولية، لكنه جلب إلى الوطن عدداً من الجوائز، دون إغفال إتاحة أفلامه على منصات الترفيه كأمازون برايم بالإضافة إلى منصات الترفيه أثناء الطيران.
تنظم لجنة الاتصالات الأوغندية مهرجان أوغندا السينمائي للترويج لصناعة السينما. في 2013، فاز فيلم مكتب أبحاث الدولة بأربع جوائز. وفي 2014، فاز خرافة السعادة بأربع جوائز، بما في ذلك جائزة أفضل مخرج التي ذهبت إلى ديلمان ديلا. هذا ويقام مهرجان بيرل السينمائي الدولي سنوياً في كمبالا.
في 2019، أصبح فيلم أوامر كوني العليا أول فيلم أوغندي يرشح لجائزة الأوسكار لأفضل فيلم روائي طويل عالمياً.

## أشخاص وشركات بارزون
- جايانت مارو
- مات بيش
- أوتشو إيماكس
- مريم نداغيري
- موسى ديفوس
- وكاليوود
- ديفوس ميديا

## وصلات خارجية
- Watch Ugandan Movies Online Official Movie Site
- Wakaliwood Official Site
- Devoss Media cinema news site
- Ugandan Film Festival objectives.
- Kampala Film School Uganda
- Maisha Film Lab Uganda
- The New Wave of Ultra-Violent Ugandan DIY Action Cinema: Wakaliwood على يوتيوب. فايس نيوز